# فهرست بزرگ‌ترین نیروگاه‌ها

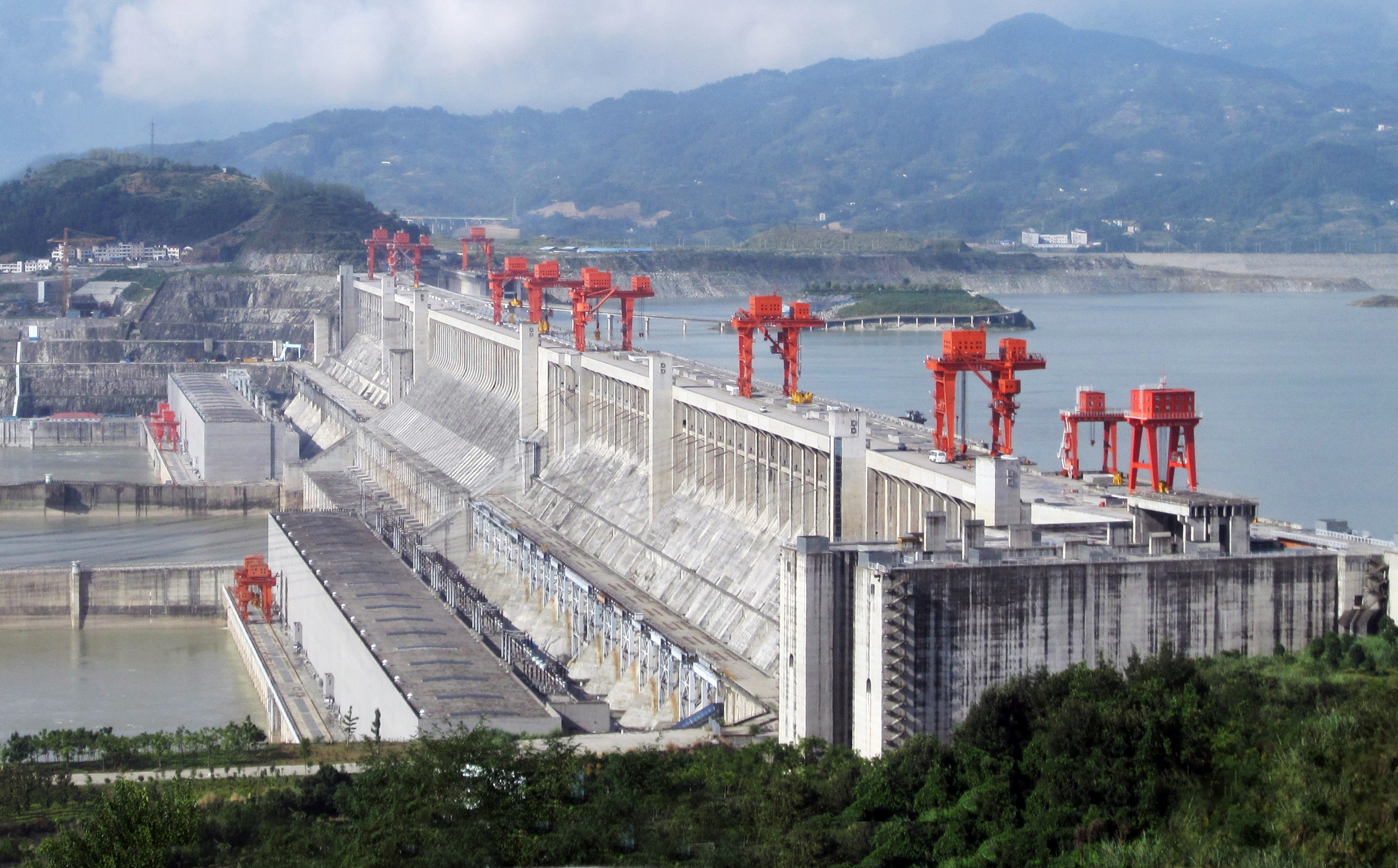
سد سه درهٔ چین، در حال حاضر بزرگ ترین نیروگاه برق آبی جهان با توان ۲۲۵۰۰ مگاوات

این مقاله بزرگ‌ترین نیروگاه‌های برق جهان را فهرست می‌کند. نیروگاه‌هایی که با منابع انرژی تجدید ناپذیر، کار می‌کنند، انرژی مورد نیاز خود را از زغال سنگ، سوخت‌های نفتی، اتمی، گاز طبیعی، سنگ نفت و تورب بدست می‌آورند. در حالی که، نیروگاه‌هایی که با منابع انرژی تجدیدپذیر، کار می‌کنند، انرژی مورد نیاز خود را از زیست‌توده، زمین گرمایی، آبی، انرژی خورشیدی، گرمایش هوای خورشیدی، جزر و مد، موج‌های دریا و باد بدست می‌آورند. 

## فهرست
| رتبه | ایستگاه                                  | کشور                | موقعیت                                                          | ظرفیت(مگاوات) | تولید سالانهٔ برق (TWh) | نوع سوخت  | منابع         |
| ---- | ---------------------------------------- | ------------------- | --------------------------------------------------------------- | ------------- | ---------------------- | --------- | ------------- |
| ۱    | سد سه‌دره                                 | چین                 | ۳۰°۴۹′۱۵″ شمالی ۱۱۱°۰۰′۰۸″ شرقی / ۳۰٫۸۲۰۸۳°شمالی ۱۱۱٫۰۰۲۲۲°شرقی | ۲۲٬۵۰۰        | ۹۸٫۸                   | برق‌آبی    | [ ۲ ] [ ۳ ]   |
| ۲    | سد ایتایپو                               | برزیل · پاراگوئه    | ۲۵°۲۴′۳۱″ جنوبی ۵۴°۳۵′۲۱″ غربی / ۲۵٫۴۰۸۶۱°جنوبی ۵۴٫۵۸۹۱۷°غربی   | ۱۴٬۰۰۰        | ۹۸٫۲                   | برق‌آبی    | [ ۵ ] [ ۶ ]   |
| ۳    | سد Xiluodu                               | چین                 |                                                                 | ۱۳۸۶۰         | ۵۷٫۱                   | برق‌آبی    |               |
| ۴    | سد گوری                                  | ونزوئلا             | ۰۷°۴۵′۵۹″ شمالی ۶۲°۵۹′۵۷″ غربی / ۷٫۷۶۶۳۹°شمالی ۶۲٫۹۹۹۱۷°غربی    | ۱۰٬۲۳۵        | ۵۳٫۴۱                  | برق‌آبی    | [ ۸ ]         |
| ۵    | سد تاکوروی                               | برزیل               | ۰۳°۴۹′۵۳″ جنوبی ۴۹°۳۸′۳۶″ غربی / ۳٫۸۳۱۳۹°جنوبی ۴۹٫۶۴۳۳۳°غربی    | ۸٬۳۷۰         | ۲۱٫۴                   | برق‌آبی    | [ ۹ ]         |
| ۶    | نیروگاه هسته‌ای کاشیوازاکی کاریوا         | ژاپن                | ۳۷°۲۵′۴۵″ شمالی ۱۳۸°۳۵′۴۳″ شرقی / ۳۷٫۴۲۹۱۷°شمالی ۱۳۸٫۵۹۵۲۸°شرقی | ۸۰۰۰          | ۲۴٫۶۳                  | اتمی      | [ ۱۰ ] [ ۱۱ ] |
| ۷    | سد بزرگ اوروویل (شمال غربی ایالات متحده) | ایالات متحده آمریکا | ۴۷°۵۷′۲۳″ شمالی ۱۱۸°۵۸′۵۶″ غربی / ۴۷٫۹۵۶۳۹°شمالی ۱۱۸٫۹۸۲۲۲°غربی | ۶٬۸۰۹         | ۲۱                     | برق‌آبی    | [ ۱۲ ]        |
| ۸    | سد لنگتن                                 | چین                 | ۲۵°۰۱′۳۸″ شمالی ۱۰۷°۰۲′۵۱″ شرقی / ۲۵٫۰۲۷۲۲°شمالی ۱۰۷٫۰۴۷۵۰°شرقی | ۶٬۴۲۶         | ۱۸٫۷                   | برق‌آبی    | [ ۱۳ ] [ ۱۴ ] |
| ۹    | سد سایانو شوشنس‌کایا                      | روسیه               |                                                                 | ۶۴۰۰          | ۲۳٫۵                   | برق‌آبی    |               |
| ۱۰   | نیروگاه اتمی براس                        | کانادا              | ۴۴°۱۹′۳۱″ شمالی ۸۱°۳۵′۵۸″ غربی / ۴۴٫۳۲۵۲۸°شمالی ۸۱٫۵۹۹۴۴°غربی   | ۶٬۲۷۲         | ۳۶٫۲۵                  | اتمی      | [ ۱۵ ]        |
| ۱۱   | سد کراسنویارسک                           | روسیه               |                                                                 | ۶۰۰۰          | ۲۳٫۴                   | برق‌آبی    |               |
| ۱۲   | هانول                                    | کره جنوبی           |                                                                 | ۵۹۰۶          | ۴۸٫۱۶                  | هسته‌ای    |               |
| ۱۳   | هانبیت                                   | کره جنوبی           |                                                                 | ۵۹۰۴          |                        | هسته‌ای    |               |
| ۱۴   | زاپرژیا                                  | اوکراین             |                                                                 | ۵۷۰۰          |                        | هسته‌ای    |               |
| ۱۵   | نیروگاه شعیبیه                           | عربستان سعودی       |                                                                 | ۵۶۰۰          |                        |           |               |
| ۱۶   | نیروگاه سورگوت ۲                         | روسیه               |                                                                 | ۵۵۹۷٫۱        | ۳۹٫۹۷                  | گاز طبیعی |               |
| ۱۷   | نیروگاه تایچونگ                          | تایوان              |                                                                 | ۵۵۰۰          |                        | زغال سنگ  |               |
| ۱۸   | گریو لاینز                               | فرانسه              |                                                                 | ۵۴۶۰          |                        | هسته‌ای    |               |
| ۱۹   | نیروگاه توکتو                            | چین                 |                                                                 | ۵۴۰۰          |                        | زغال سنگ  |               |
| ۲۰   | نیروگاه بلچاتو                           | لهستان              |                                                                 | ۵۳۵۴          |                        | زغال سنگ  |               |

## نیروگاه‌های برق تجدیدناپذیر

### زغال سنگ

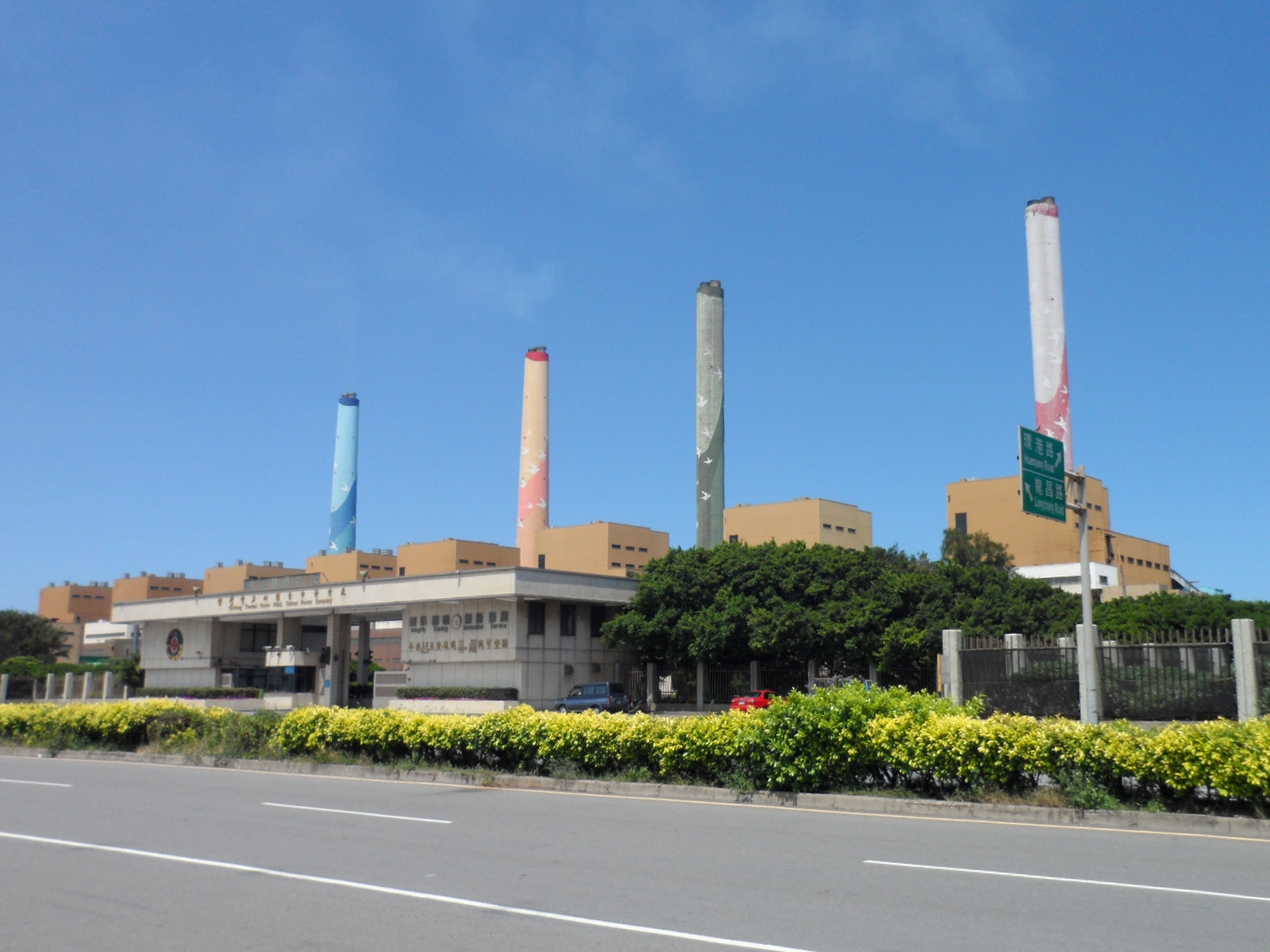
تایچونگ(در جزیرهٔ تایوان), بزرگ‌ترین نیروگاه زغال سنگ‌سوز با ظرفیت ۵۵۰۰ مگاوات.

| رتبه | نیروگاه              | کشور    | موقعیت                                                          | ظرفیت (مگاوات) | منابع                |
| ---- | -------------------- | ------- | --------------------------------------------------------------- | -------------- | -------------------- |
| ۱    | نیروگاه تایچونگ      | تایوان  | ۲۴°۱۲′۴۶″ شمالی ۱۲۰°۲۸′۵۲″ شرقی / ۲۴٫۲۱۲۷۸°شمالی ۱۲۰٫۴۸۱۱۱°شرقی | ۵٬۵۰۰          | [ ۱۶ ]               |
| ۲    | نیروگاه توکتو        | چین     | ۴۰°۱۱′۴۹″ شمالی ۱۱۱°۲۱′۵۲″ شرقی / ۴۰٫۱۹۶۹۴°شمالی ۱۱۱٫۳۶۴۴۴°شرقی | ۵٬۴۰۰          | [ ۱۷ ] [ ۱۸ ] [ ۱۹ ] |
| ۳    | نیروگاه بلچاتو       | لهستان  | ۵۱°۱۵′۵۹″ شمالی ۱۹°۱۹′۵۰″ شرقی / ۵۱٫۲۶۶۳۹°شمالی ۱۹٫۳۳۰۵۶°شرقی   | ۵٬۳۵۴          | [ ۲۰ ] [ ۲۱ ] [ ۲۲ ] |
| ۴    | نیروگاه گودیان بیلون | چین     | ۲۹°۵۶′۳۷″ شمالی ۱۲۱°۴۸′۵۷″ شرقی / ۲۹٫۹۴۳۶۱°شمالی ۱۲۱٫۸۱۵۸۳°شرقی | ۵٬۰۰۰          | [ ۲۳ ]               |
| ۴    | نیروگاه وایگاوکیو    | چین     | ۳۱°۲۱′۲۱″ شمالی ۱۲۱°۳۵′۵۴″ شرقی / ۳۱٫۳۵۵۸۳°شمالی ۱۲۱٫۵۹۸۳۳°شرقی | ۵٬۰۰۰          | [ ۲۴ ] [ ۲۵ ]        |
| ۴    | نیروگاه گوهوا تایشان | چین     | ۲۱°۵۲′۰۰″ شمالی ۱۱۲°۵۵′۲۲″ شرقی / ۲۱٫۸۶۶۶۷°شمالی ۱۱۲٫۹۲۲۷۸°شرقی | ۵٬۰۰۰          | [ ۲۶ ]               |
| ۴    | zh                   | چین     | ۳۰°۳۷′۴۶″ شمالی ۱۲۱°۸′۴۹″ شرقی / ۳۰٫۶۲۹۴۴°شمالی ۱۲۱٫۱۴۶۹۴°شرقی  | ۵٬۰۰۰          | [ ۲۷ ]               |
| ۸    | نیروگاه پیتون        | اندونزی |                                                                 | ۴۸۷۰           |                      |
| ۹    | نیروگاه هوآننگ ینگ‌کو | چین     |                                                                 | ۴۸۴۰           |                      |
| ۱۰   | نیروگاه شنگتو        | چین     |                                                                 | ۴۶۰۰           |                      |

### نفت سوختی

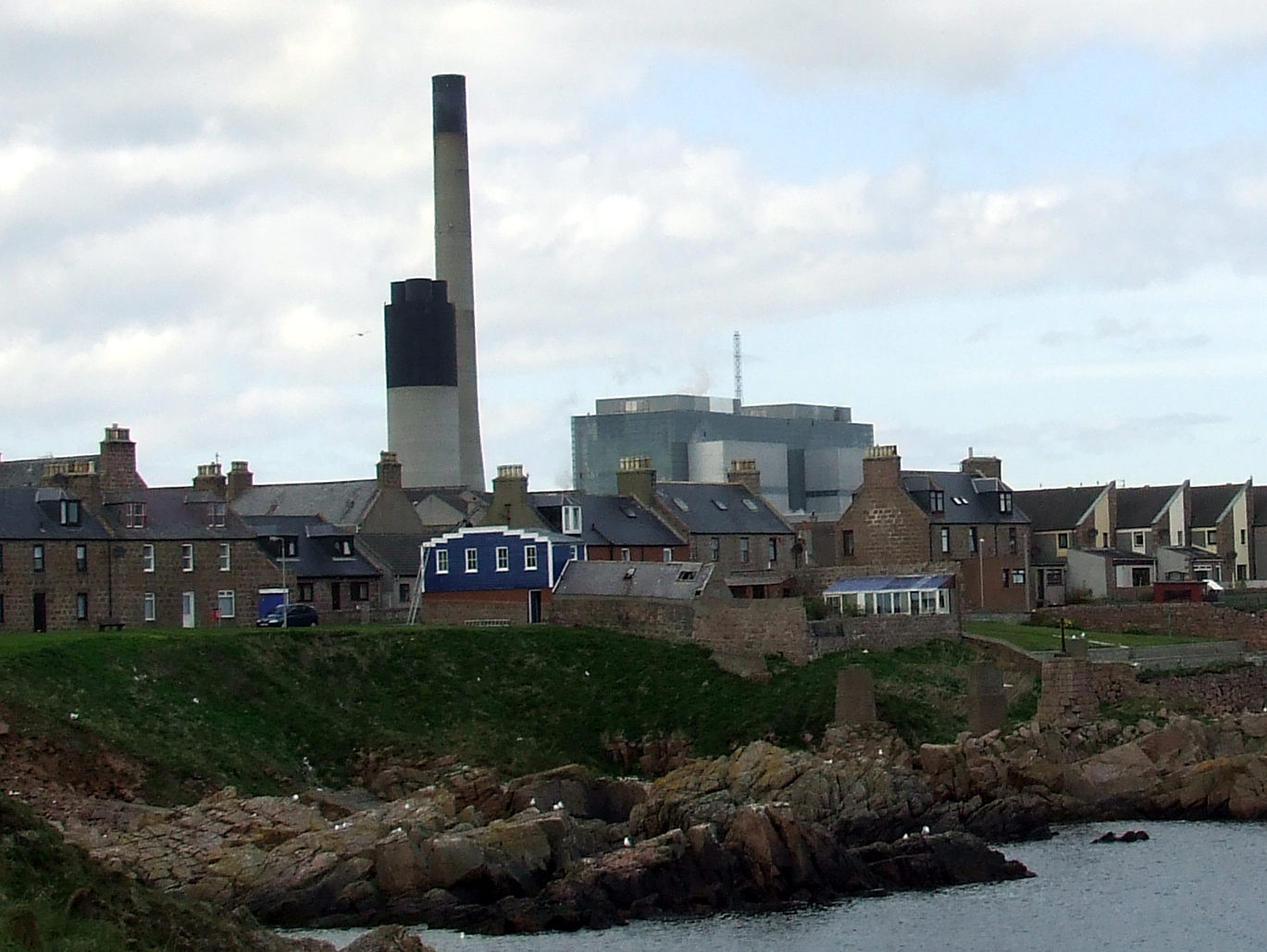
پیترهد، پنجمین نیروگاه نفت سوز با ۲٬۱۷۷ مگاوات

| رتبه | ایستگاه                  | کشور          | موقعیت                                                          | ظرفیت (مگاوات) | منابع  |
| ---- | ------------------------ | ------------- | --------------------------------------------------------------- | -------------- | ------ |
| ۱    | نیروگاه و نمک زدای شعیبه | عربستان سعودی | ۲۰°۴۰′۴۸″ شمالی ۱۳۹°۳۱′۲۴″ شرقی / ۲۰٫۶۸۰۰۰°شمالی ۱۳۹٫۵۲۳۳۳°شرقی | ۵۶۰۰           | [ ۲۸ ] |
| ۲    | نیروگاه کاشیما           | ژاپن          | ۳۵°۵۲′۴۷″ شمالی ۱۴۰°۴۱′۲۲″ شرقی / ۳۵٫۸۷۹۷۲°شمالی ۱۴۰٫۶۸۹۴۴°شرقی | ۵۲۰۴           | [ ۲۹ ] |
| ۳    | نیروگاه هیرونو           | ژاپن          | ۳۷°۱۴′۱۸″ شمالی ۱۴۱°۰۱′۰۴″ شرقی / ۳۷٫۲۳۸۳۳°شمالی ۱۴۱٫۰۱۷۷۸°شرقی | ۳۸۰۰           | [ ۳۰ ] |
| ۴    | نیروگاه سورگوت ۱         | روسیه         | ۶۱°۱۶′۴۶″ شمالی ۷۳°۲۹′۲۰″ شرقی / ۶۱٫۲۷۹۴۴°شمالی ۷۳٫۴۸۸۸۹°شرقی   | ۳۲۶۸           | [ ۳۱ ] |
| ۵    | نیروگاه پیتر هد          | بریتانیا      | ۵۷°۲۸′۳۸″ شمالی ۰۱°۴۷′۲۰″ غربی / ۵۷٫۴۷۷۲۲°شمالی ۱٫۷۸۸۸۹°غربی    | ۲۱۷۷           | [ ۳۲ ] |

### گاز طبیعی

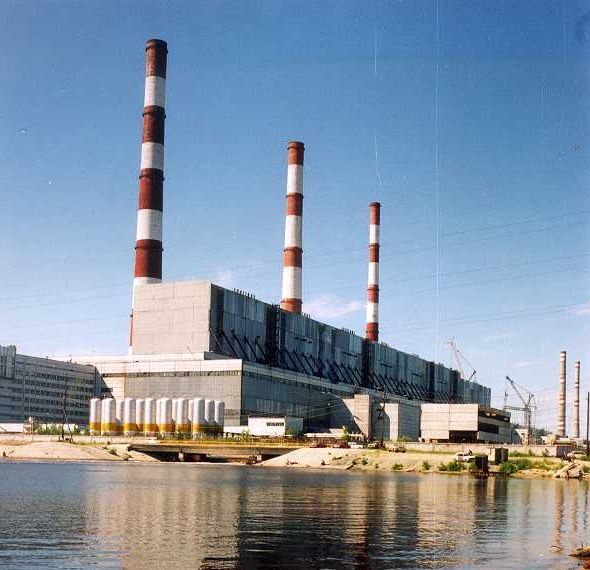
نیروگاه سورگوت ۲, بزرگ ترین نیروگاه گاز طبیعی با ظرفیت ۵۶۰۰ مگاوات.

| رتبه | ایستگاه               | کشور   | موقعیت                                                          | ظرفیت (مگاوات) | منابع                |
| ---- | --------------------- | ------ | --------------------------------------------------------------- | -------------- | -------------------- |
| ۱    | نیروگاه سورگوت ۲      | روسیه  | ۶۱°۱۶′۴۶″ شمالی ۷۳°۳۰′۴۵″ شرقی / ۶۱٫۲۷۹۴۴°شمالی ۷۳٫۵۱۲۵۰°شرقی   | ۵۵۹۷٫۱         | [ ۳۳ ] [ ۳۴ ]        |
| ۲    | نیروگاه فوتسو         | ژاپن   | ۳۵°۲۰′۳۵″ شمالی ۱۳۹°۵۰′۰۲″ شرقی / ۳۵٫۳۴۳۰۶°شمالی ۱۳۹٫۸۳۳۸۹°شرقی | ۵۰۴۰           | [ ۳۰ ] [ ۳۵ ]        |
| ۳    | نیروگاه کاواگوئه      | ژاپن   | ۳۵°۰۰′۲۵″ شمالی ۱۳۶°۴۱′۲۰″ شرقی / ۳۵٫۰۰۶۹۴°شمالی ۱۳۶٫۶۸۸۸۹°شرقی | ۴۸۰۲           | [ ۳۳ ] [ ۳۶ ]        |
| ۴    | نیروگاه هیگاشی-نیگاتا | ژاپن   |                                                                 | ۴۶۰۰           | [ ۳۷ ]               |
| ۵    | نیروگاه تاتان         | تایوان | ۲۵°۰۱′۳۴″ شمالی ۱۲۱°۰۲′۵۰″ شرقی / ۲۵٫۰۲۶۱۱°شمالی ۱۲۱٫۰۴۷۲۲°شرقی | ۴۲۷۲           | [ ۳۸ ] [ ۳۹ ] [ ۴۰ ] |
| ۶    | نیروگاه دماوند        | ایران  | ۲۵°۰۱′۳۴″ شمالی ۱۲۱°۰۲′۵۰″ شرقی / ۲۵٫۰۲۶۱۱°شمالی ۱۲۱٫۰۴۷۲۲°شرقی | 2868           | [ ۴۰ ]               |

### اتمی

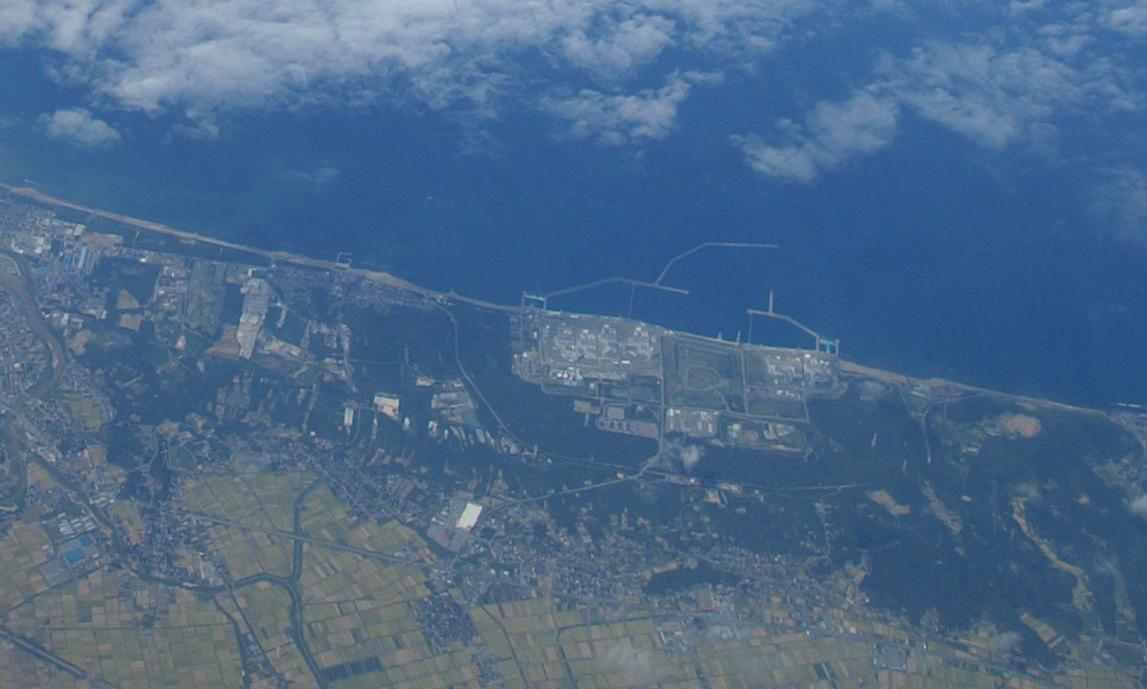
نیروگاه هسته‌ای کاشیوازاکی کاریوا بزرگ‌ترین نیروگاه هسته‌ای جهان با ظرفیت ۸۲۱۲ مگاوات

| رتبه | ایستگاه                                     | کشور      | موقعیت                                                          | ظرفیت (مگاوات) | منابع         |
| ---- | ------------------------------------------- | --------- | --------------------------------------------------------------- | -------------- | ------------- |
| ۱    | نیروگاه هسته‌ای کاشیوازاکی کاریوا            | ژاپن      | ۳۷°۲۵′۴۵″ شمالی ۱۳۸°۳۵′۴۳″ شرقی / ۳۷٫۴۲۹۱۷°شمالی ۱۳۸٫۵۹۵۲۸°شرقی | ۸۲۱۲           | [ ۱۰ ] [ ۱۱ ] |
| ۲    | نیروگاه هسته‌ای براوس                        | کانادا    | ۴۴°۱۹′۳۱″ شمالی ۸۱°۳۵′۵۸″ غربی / ۴۴٫۳۲۵۲۸°شمالی ۸۱٫۵۹۹۴۴°غربی   | ۶۲۷۲           | [ ۱۵ ]        |
| ۳    | نیروگاه اتمی اولجین                         | کره جنوبی | ۳۷°۰۵′۳۴″ شمالی ۱۲۹°۲۳′۰۱″ شرقی / ۳۷٫۰۹۲۷۸°شمالی ۱۲۹٫۳۸۳۶۱°شرقی | ۶۱۵۷           |               |
| ۴    | نیروگاه اتمی یاونگ جوانگ                    | کره جنوبی | ۳۵°۲۴′۵۴″ شمالی ۱۲۶°۲۵′۲۶″ شرقی / ۳۵٫۴۱۵۰۰°شمالی ۱۲۶٫۴۲۳۸۹°شرقی | ۶۱۳۹           |               |
| ۵    | نیروگاه اتمی زاپروژی(در جنوب خاوری اوکراین) | اوکراین   | ۴۷°۳۰′۴۴″ شمالی ۳۴°۳۵′۰۹″ شرقی / ۴۷٫۵۱۲۲۲°شمالی ۳۴٫۵۸۵۸۳°شرقی   | ۶۰۰۰           | [ ۴۱ ]        |

### سنگ نفت

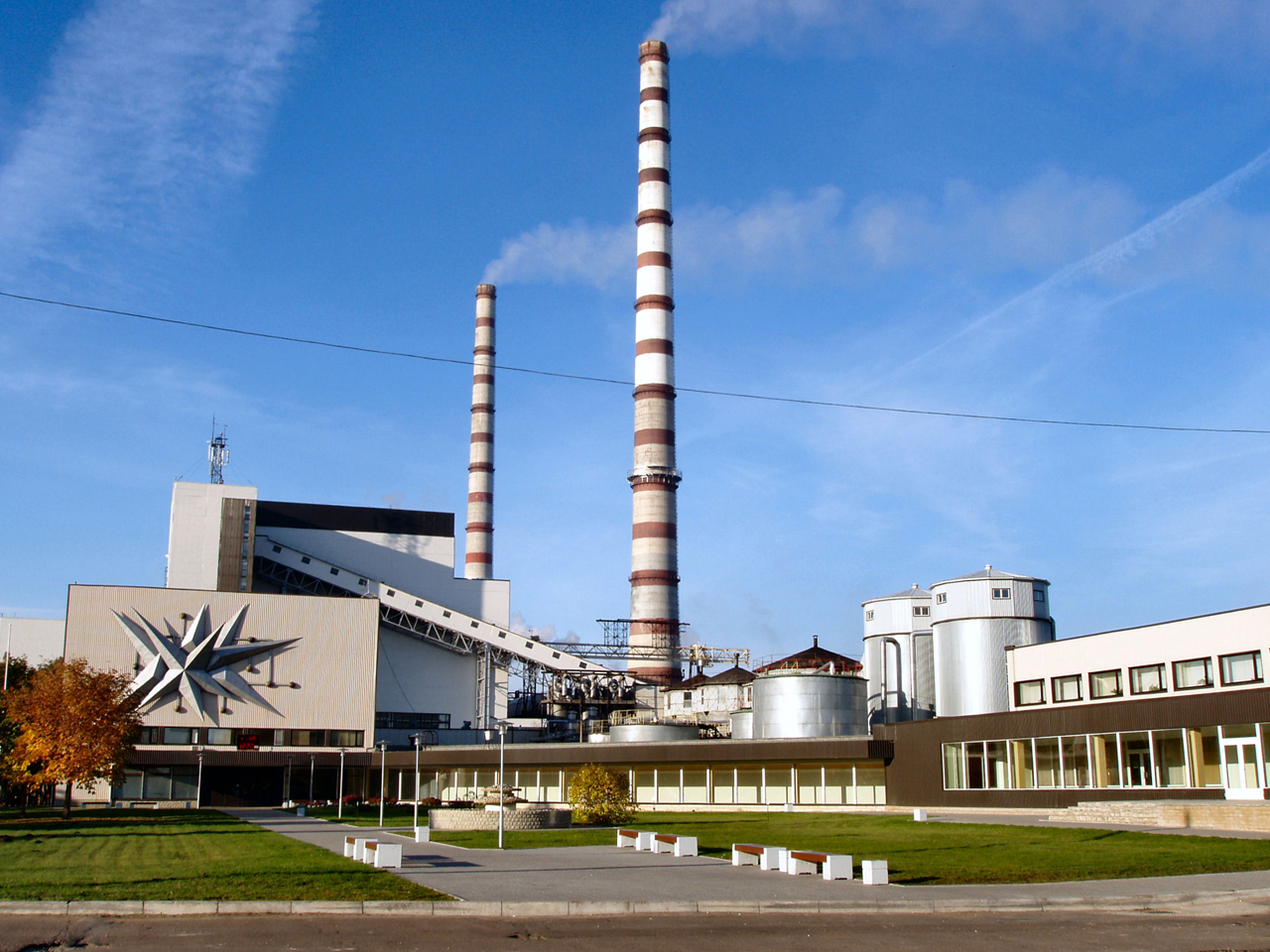
ایستگاه برق استونی، بزرگ ترین ایستگاه برق سنگ نفت-سوز با 1,615 مگاوات.

| رتبه | ایستگاه                      | کشور    | موقعیت                                                        | ظرفیت (مگاوات) | منابع         |
| ---- | ---------------------------- | ------- | ------------------------------------------------------------- | -------------- | ------------- |
| ۱    | ایستگاه برق استونی           | استونی  | ۵۹°۱۶′۱۰″ شمالی ۲۷°۵۴′۰۸″ شرقی / ۵۹٫۲۶۹۴۴°شمالی ۲۷٫۹۰۲۲۲°شرقی | ۱٬۶۱۵          | [ ۴۲ ] [ ۴۳ ] |
| ۲    | ایستگاه برق سفید             | استونی  | ۵۹°۲۱′۱۲″ شمالی ۲۸°۰۷′۲۲″ شرقی / ۵۹٫۳۵۳۳۳°شمالی ۲۸٫۱۲۲۷۸°شرقی | ۷۶۵            | [ ۴۲ ] [ ۴۳ ] |
| ۳    | نیروگاه سنگ نفت هوادیان      | چین     |                                                               | ۱۰۰            | [ ۴۴ ]        |
| ۴    | ایستگاه برق میشر روتم        | اسرائیل | ۳۱°۰۳′۱۹″ شمالی ۳۵°۱۱′۰۴″ شرقی / ۳۱٫۰۵۵۲۸°شمالی ۳۵٫۱۸۴۴۴°شرقی | ۱۳             | [ ۴۵ ]        |
| ۵    | کارخانهٔ دوترهازن رو بچ زیمنت | آلمان   |                                                               | ۹٫۹            | [ ۴۶ ]        |

### تورب

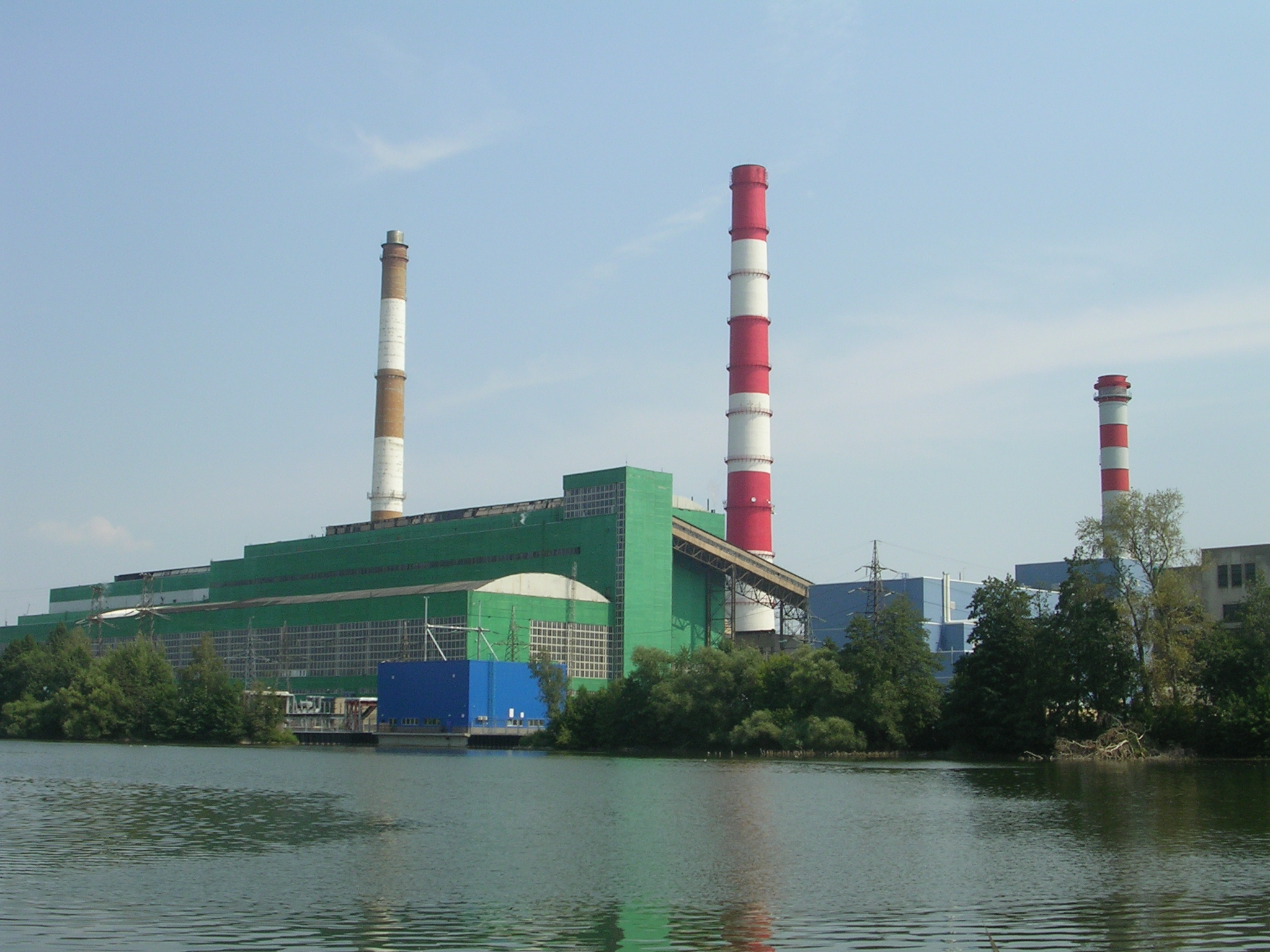
شاتورا، بزرگ ترین نیروگاه تورب-سوز با 1,020 مگاوات.

| رتبه | ایستگاه                      | کشور   | موقعیت                                                        | ظرفیت (مگاوات) | منابع  |
| ---- | ---------------------------- | ------ | ------------------------------------------------------------- | -------------- | ------ |
| ۱    | ایستگاه برق شاتورا           | روسیه  | ۵۵°۳۵′۰۰″ شمالی ۳۹°۳۳′۴۰″ شرقی / ۵۵٫۵۸۳۳۳°شمالی ۳۹٫۵۶۱۱۱°شرقی | ۱٬۵۰۰          | [ ۴۷ ] |
| ۲    | ایستگاه برق کرووا            | روسیه  | ۵۸°۳۷′۱۶″ شمالی ۴۹°۳۵′۴۷″ شرقی / ۵۸٫۶۲۱۱۱°شمالی ۴۹٫۵۹۶۳۹°شرقی | ۳۰۰            | [ ۴۸ ] |
| ۳    | ایستگاه برق کلیجونانتی       | فنلاند | ۶۲°۱۱′۳۳″ شمالی ۲۵°۴۴′۱۴″ شرقی / ۶۲٫۱۹۲۵۰°شمالی ۲۵٫۷۳۷۲۲°شرقی | ۲۰۹            | [ ۴۹ ] |
| ۴    | ایستگاه برق تاپیلا           | فنلاند | ۶۵°۰۲′۱۳″ شمالی ۲۵°۲۹′۱۷″ شرقی / ۶۵٫۰۳۶۹۴°شمالی ۲۵٫۴۸۸۰۶°شرقی | ۱۹۰            | [ ۴۹ ] |
| ۵    | ایستگاه برق آسیا و اقیانوسیه | فنلاند | ۶۴°۰۷′۱۹″ شمالی ۲۵°۲۴′۴۷″ شرقی / ۶۴٫۱۲۱۹۴°شمالی ۲۵٫۴۱۳۰۶°شرقی | ۱۵۴            | [ ۵۰ ] |

## نیروگاه‌های برق تجدیدپذیر

### زمین‌گرمایی

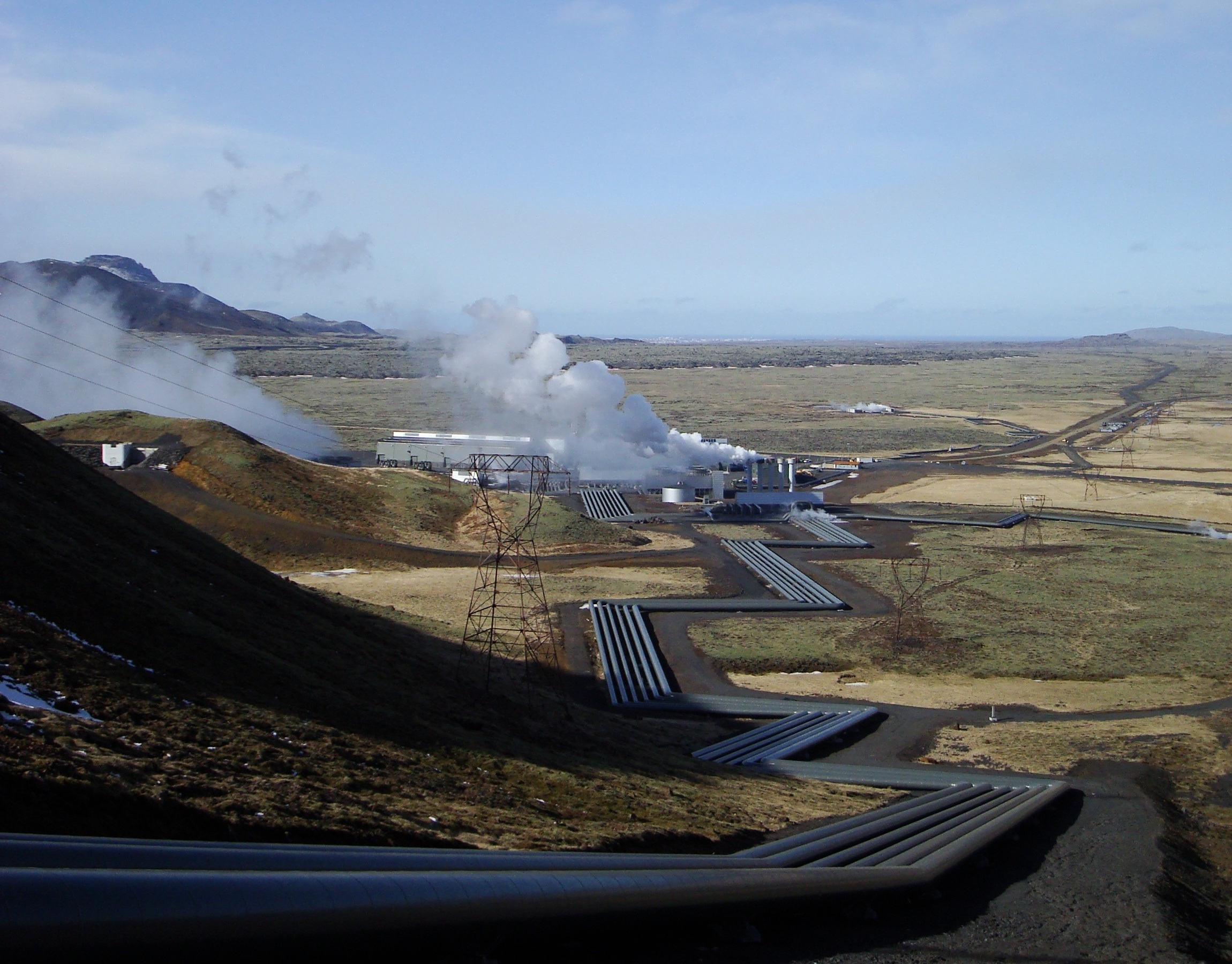
نیروگاه هلی‌شایای در ایسلند

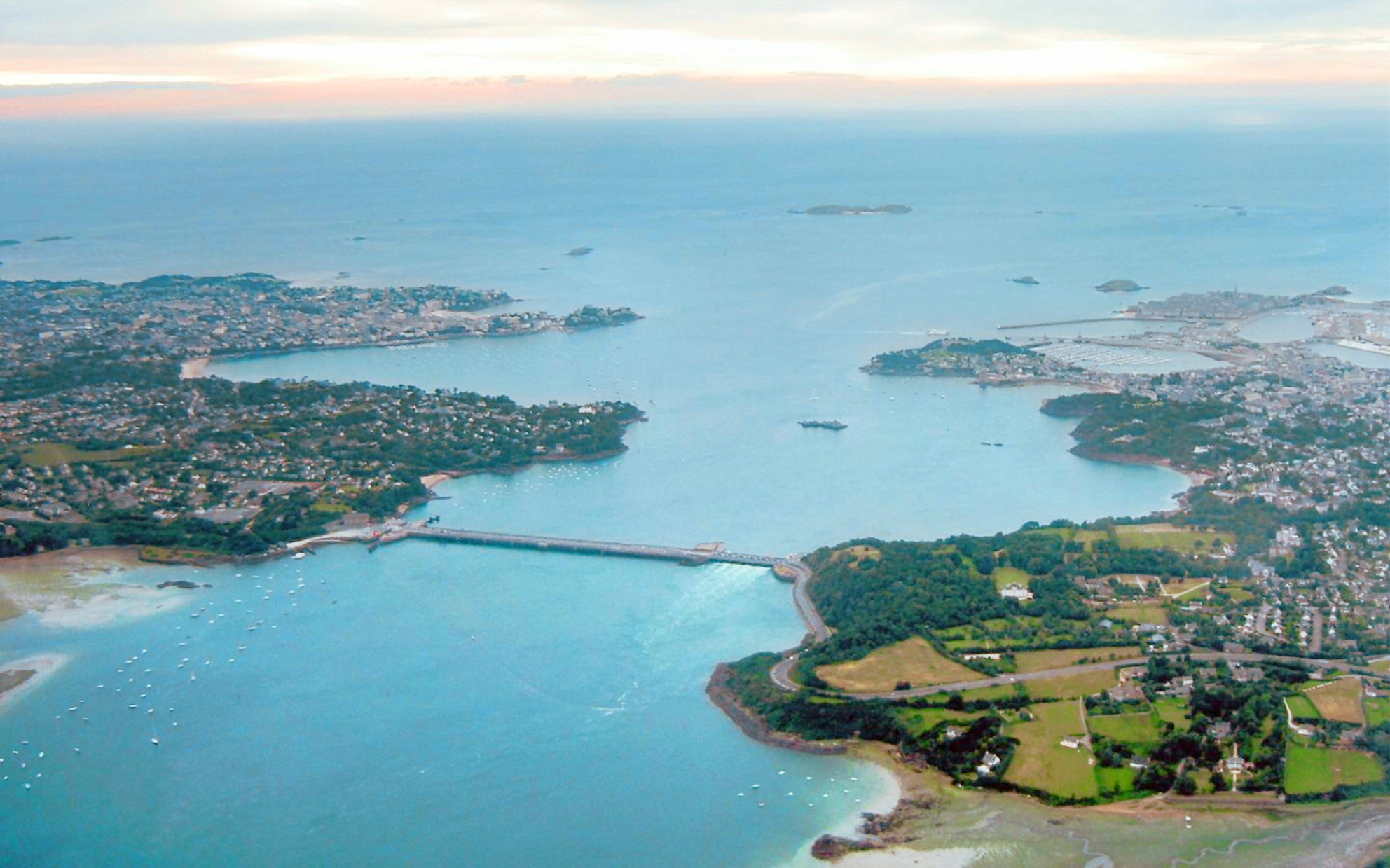
نیروگاه جزر و مدی رانس در فرانسه

| رتبه | ایستگاه              | کشور    | موقعیت                                                          | ظرفیت (مگاوات) | منابع |
| ---- | -------------------- | ------- | --------------------------------------------------------------- | -------------- | ----- |
| ۱    | نیروگاه پریتو        | مکزیک   | ۳۲°۲۳′۵۷″ شمالی ۱۱۵°۱۴′۱۹″ غربی / ۳۲٫۳۹۹۱۷°شمالی ۱۱۵٫۲۳۸۶۱°غربی | ۷۲۰            |       |
| ۲    | نیروگاه هلی‌شایای     | ایسلند  | ۶۴°۰۲′۱۴″ شمالی ۲۱°۲۴′۰۳″ غربی / ۶۴٫۰۳۷۲۲°شمالی ۲۱٫۴۰۰۸۳°غربی   | ۳۰۳            |       |
| ۳    | نیروگاه ملتی‌بگ       | فیلیپین | ۱۱°۰۹′۰۷″ شمالی ۱۲۴°۳۸′۵۸″ شرقی / ۱۱٫۱۵۱۹۴°شمالی ۱۲۴٫۶۴۹۴۴°شرقی | ۲۳۳            |       |
| ۴    | نیروگاه وایانگ ویندو | اندونزی | ۰۷°۱۲′۰۰″ جنوبی ۱۰۷°۳۷′۳۰″ شرقی / ۷٫۲۰۰۰۰°جنوبی ۱۰۷٫۶۲۵۰۰°شرقی  | ۲۲۷            |       |
| ۵    | نیروگاه سرو پریتو ۲  | مکزیک   | ۳۲°۲۳′۲۷″ شمالی ۱۱۵°۱۳′۳۳″ غربی / ۳۲٫۳۹۰۸۳°شمالی ۱۱۵٫۲۲۵۸۳°غربی | ۲۲۰            |       |
| ۶    | نیروگاه سرو پریتو ۳  | مکزیک   | ۳۲°۲۳′۵۲″ شمالی ۱۱۵°۱۴′۱۸″ غربی / ۳۲٫۳۹۷۷۸°شمالی ۱۱۵٫۲۳۸۳۳°غربی | ۲۲۰            |       |
|      |                      |         |                                                                 |                |       |